# Urban Schlönbach

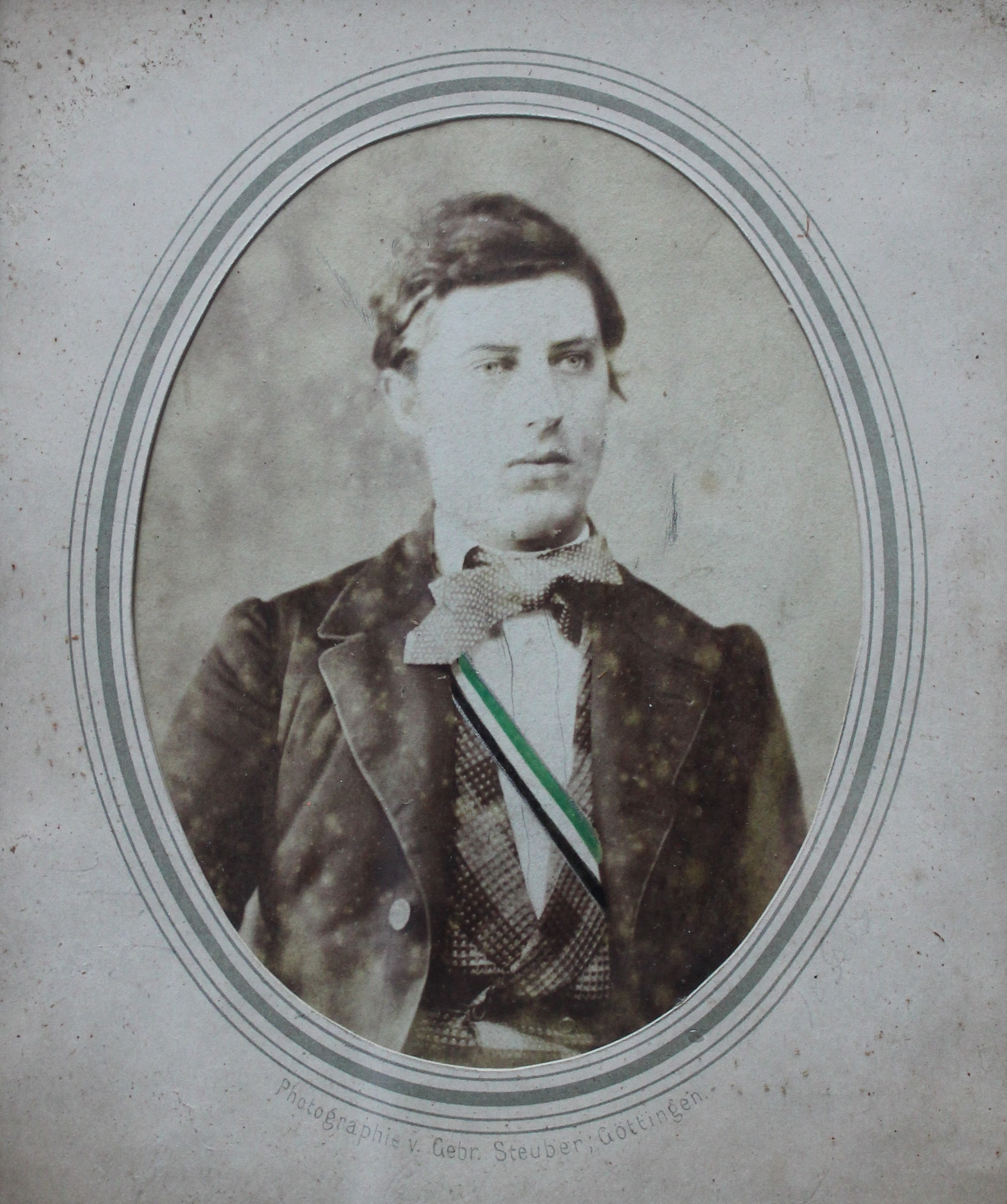
Urban Schlönbach

Urban Schlönbach (* 10. März 1841 auf der Saline Salzliebenhalle bei Salzgitter-Bad; † 13. August 1870 in Berzasca, Rumänien) war ein deutscher Geologe und Paläontologe in Wien und Prag.

## Leben
Als Sohn des Salineninspektors Albert Schlönbach besuchte er das Ratsgymnasium Goslar und (vermutlich) das neue Scharnhorstgymnasium Hildesheim. An der Georg-August-Universität Göttingen studierte er Naturwissenschaften mit Chemie als Hauptfach. 1860 wurde er im Corps Hildeso-Guestphalia Göttingen aktiv. Nach zwei Semestern wechselte er an die Eberhard Karls Universität Tübingen. Von Friedrich August von Quenstedt für die Geologie eingenommen, ging er Ostern 1861 an die Ludwig-Maximilians-Universität München. Unter Albert Oppel widmete er sich ganz der geologischen Paläontologie. Mit Wilhelm Heinrich Waagen, Casimir Mösch und Amanz Greßly besuchte er die norddeutschen und schweizerischen Juragebiete. Im Herbst 1862 ging er an die Friedrich-Wilhelms-Universität Berlin, wo er unter Ernst Beyrich und Gustav Rose arbeitete. 1863 wurde er an der Universität Halle zum Dr. phil. promoviert.
1864 bereiste Schlönbach Juragebiete in Westdeutschland und Frankreich. Nachdem er eine Professur in Peru an einer dort neu zu errichtenden Bergakademie abgelehnt hatte, wurde er im Herbst 1867 an die k. k. geologische Reichsanstalt in Wien berufen. Er bereiste mehrmals Böhmen und untersuchte die cretacischen Ablagerungen.
Seine „ganz außergewöhnlichen wissenschaftlichen Leistungen“ brachten ihm den Ruf der Karls-Universität auf ihren Lehrstuhl für Mineralogie, Geologie und Paläontologie ein. Vor Antritt des Amtes im August 1870 wollte er eine geologische Karte des Banats vollenden. Er reiste in das unwirtliche Gebiet der Militärgrenze von Serbien zum Banat. Erschöpft und erkrankt starb er dort mit nur 29 Jahren. 

„Was Schlönbach während der wenigen Jahre seiner wissenschaftlichen Tätigkeit geleistet hat, sichert seinem Namen eine Unsterblichkeit in der geologischen Wissenschaft.“

## Werke
- Ueber einige wenige bekannte Ammoniten. Palaeontographica, Bd. 13
- Ueber die Brachiopoden aus dem unteren Gault von Ahaus in Westphalen. Zeitschrift der deutschen geologischen Gesellschaft, 1866
- Kritische Studien über Kreide-Brachiopoden. Palaeontographica, Bd. 13 (6): 267-332, 1866 - Digitalisat
- Ueber Brachiopoden der norddeutschen Cenoman-Bildungen. Benecke’s geognostisch-paläontologische Beiträge, Bd. I (2): 399-506, 1867 - Digitalisat